# Basoko
Basoko – miasto w Demokratycznej Republice Konga, w prowincji Tshopo.